# Kirche Sogn Gion

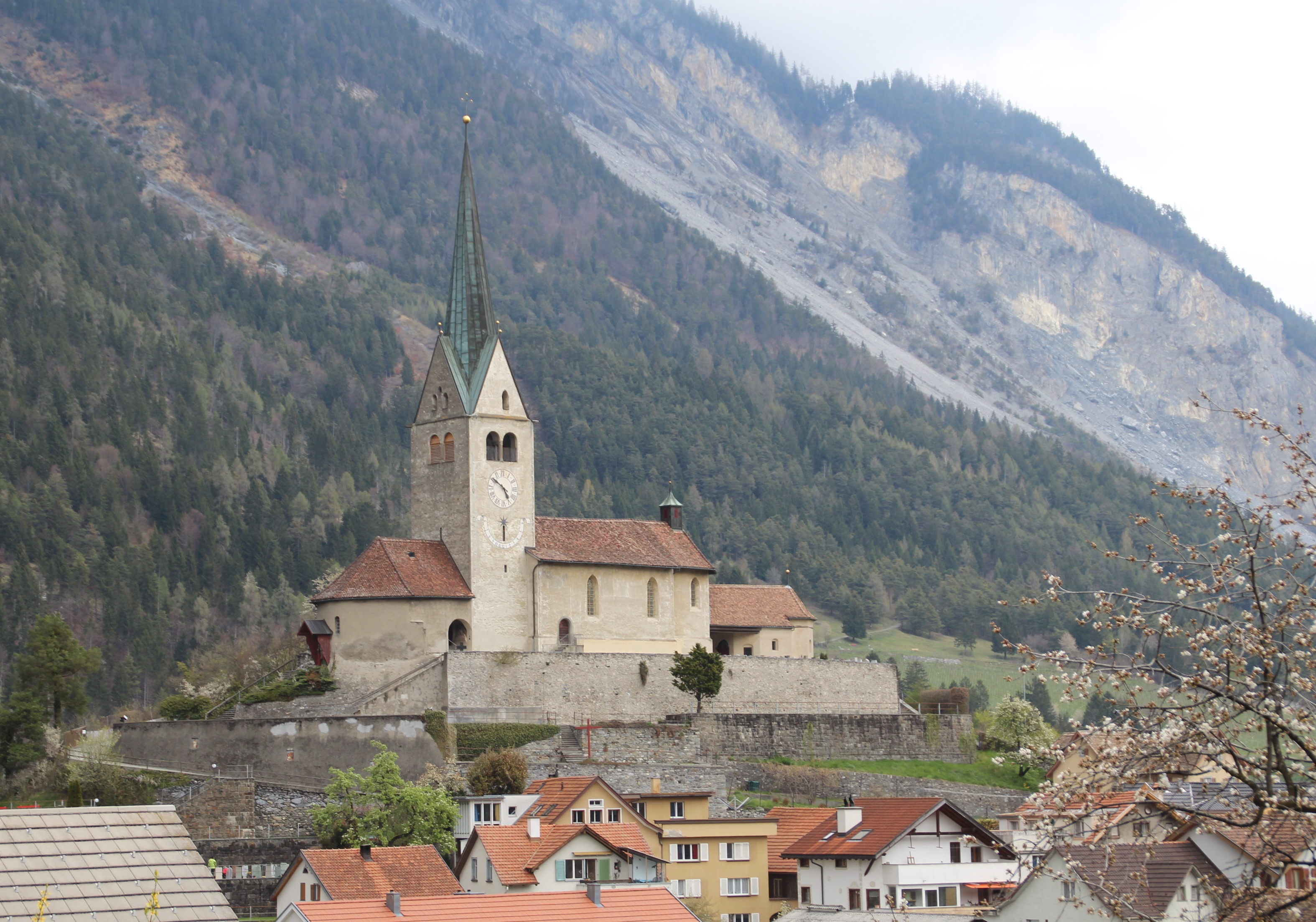
Domat Sogn Gion

Die denkmalgeschützte Kirche Sogn Gion (rätoromanisch für Johannes der Täufer) in Domat/Ems im Kanton Graubünden steht am nördlichen Dorfrand am rechten Rheinufer auf der Tuma Turrera.

## Geschichte
Sogn Gion (alte kath. Pfarrkirche St. Johannes Baptist) wurde nach Sogn Pieder die zweite Pfarrkirche von Domat/Ems. Der Zeitpunkt der Übertragung der Pfarrwürde auf Sogn Gion ist nicht bekannt.

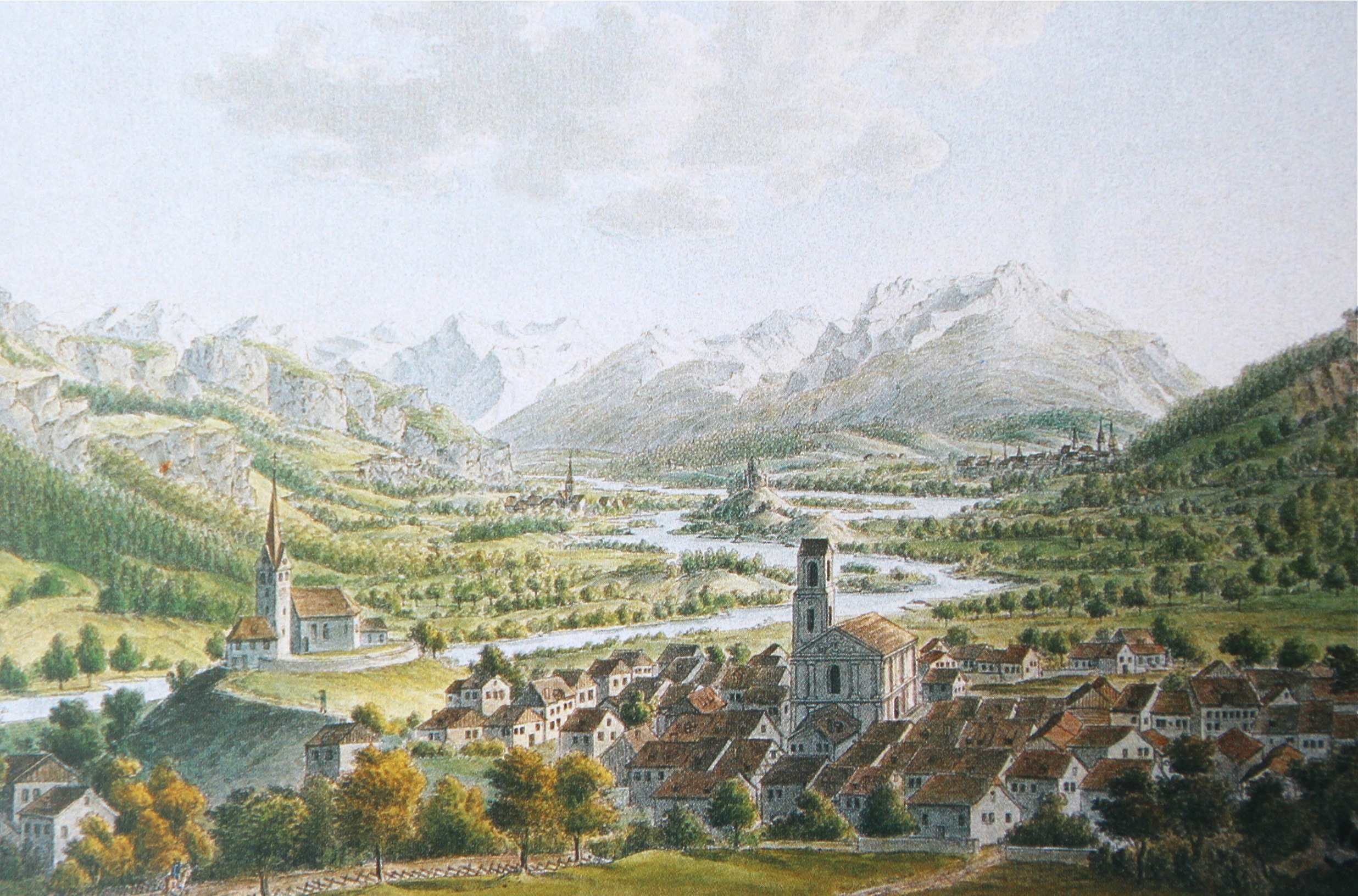
1784 In der Mitte Felsberg mit der abgegangenen Burg, rechts hinten Chur

Die erste urkundliche Erwähnung der ursprünglich befestigten Kirchenanlage stammt aus der ersten Hälfte des 12. Jahrhunderts, als ein "St. Johannis in Amite" genannt wird. Aus jener Zeit stammen die Fundamente des massiven Turmes, der mit seinen gegen zwei Meter starken Mauern vermutlich als Wachturm gebaut wurde. Der heutige Bau wurde über einem Vorgängerbau errichtet; Reste eines weiteren Turmes aus unbestimmter Zeit wurden 1982 neben dem Beinhaus gefunden. Die Türme gehörten zu einer Verteidigungsanlage zum Schutz des nahe gelegenen Brücke, die damals hier den Rhein überquerte.
Der gotische Chor der heutigen Kirche wurde 1504 gebaut, das Schiff 1515. Anlässlich der Neuweihe am 5. Juli 1515 wurde der Turm um ein Geschoss erhöht. Als Baumeister vermutet wird der Kärntner Andreas Bühler. In der zweiten Hälfte des 17. Jahrhunderts kamen das Chorgestühl und die Seitenaltäre in die Kirche, ebenso die Wandmalereien eines Passionszyklus; vermutlich von Pater Fridolin Eggert. Die Empore entstand 1837.

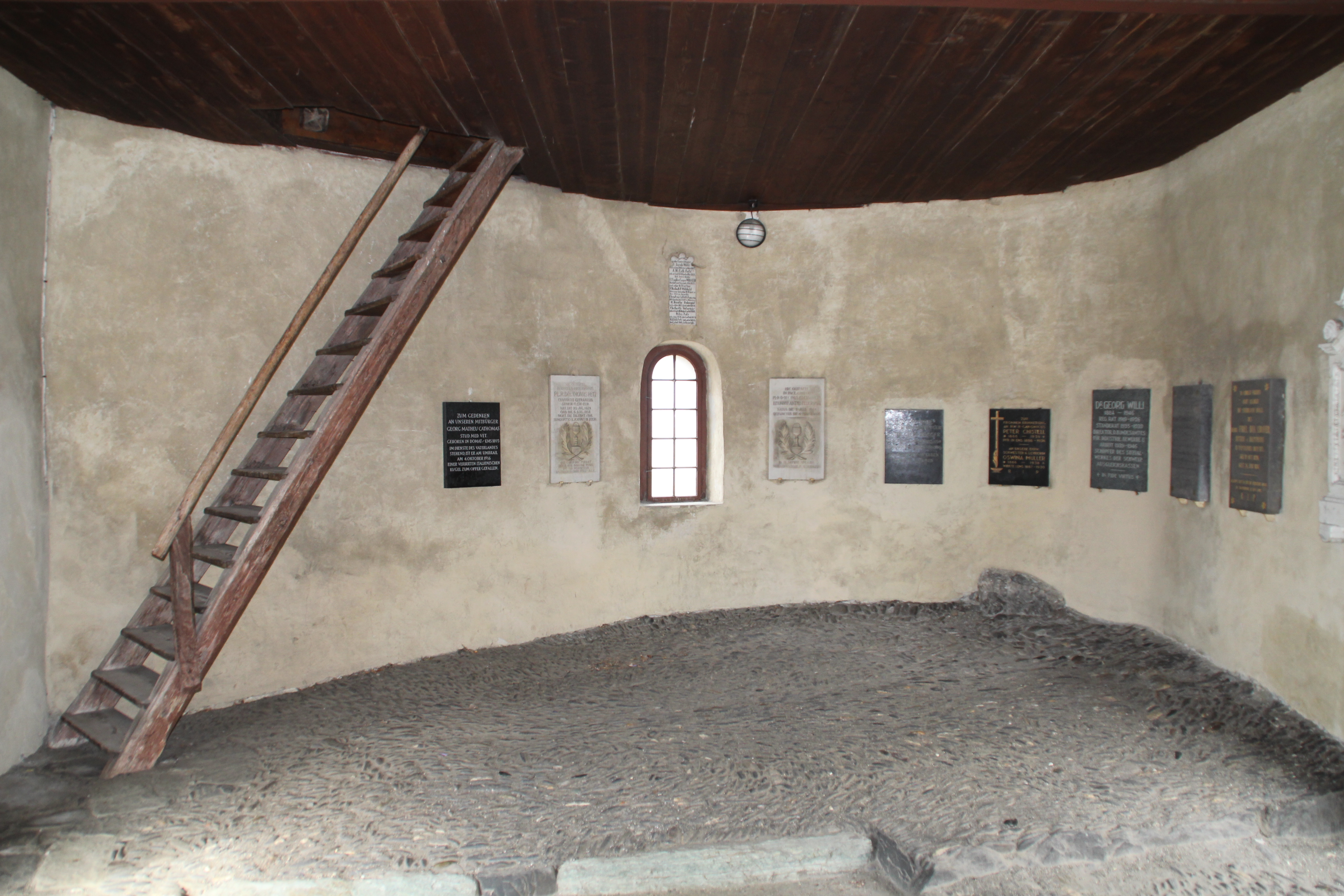
Vorhalle

Die Vorhalle im Westen aus dem Jahr 1703 mit ihrem unregelmässigen Grundriss wurde auf den Resten einer Umfassungsmauer gebaut, die zur Verteidigungsanlage gehörte. Die barocke Kreuzigungsgruppe an der westlichen Aussenwand stammt aus dem Anfang des 18. Jahrhunderts.
Eine Innenrenovation erfolgte 1946/47, dabei wurden die Gewölbedekorationen von 1515 wiederentdeckt und frühere Stilsünden beseitigt. Aussen wurde die Kirche 1960 renoviert.
In den 2010er-Jahren mussten mehrmals Schäden am Dach und am Turm notfallmässig repariert werden und es zeigten sich vermehrt lose Steine. Die Kosten für eine Sanierung wurden 2018 auf 5 Millionen Franken angenommen. Kanton und Bund würden zusammen rund 1,3 Millionen Franken übernehmen. Von der Bürger- und der Ortsgemeinde von Ems erwartete die Eigentümerin des Ensembles, die Römisch-Katholische Kirchenstiftung Sogn Gion der Kirchgemeinde, weitere Beiträge. Der örtliche Architekt Gioni Signorell und der Churer Marcel Liesch zeichnen verantwortlich für die Restaurierung.

## Inneres

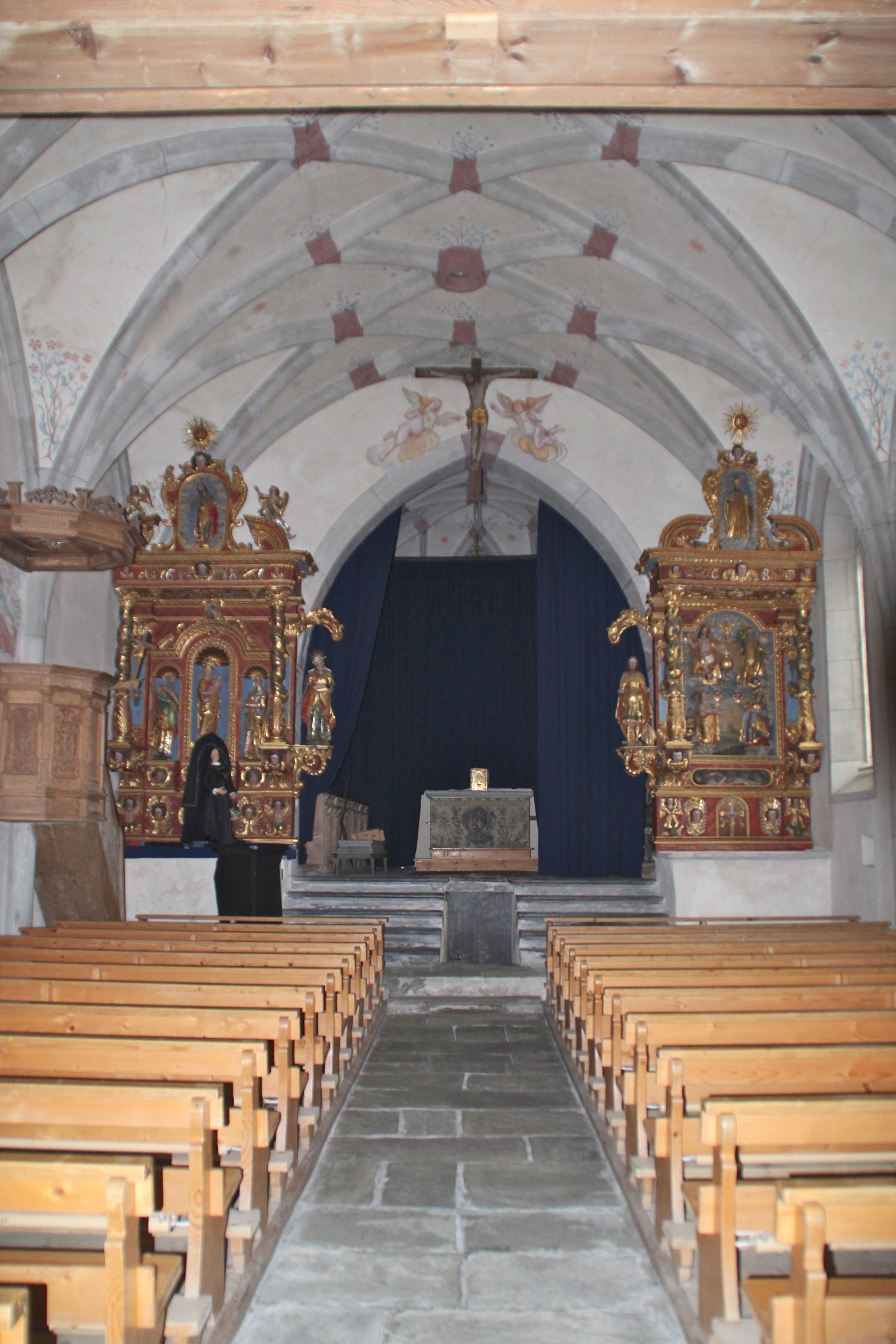
Blick zum Chor; der Hauptaltar ist abgedeckt

Kirchenschiff und Chor sind mit einem Rautengewölbe überdeckt. Die Wandmalereien stammen aus der Zeit etwas nach 1515. In der Chorbogenleibung findet sich ein Wappen der Herren von Marmels, die bis 1553 auf dem nahe gelegenen Schloss Rhäzüns sassen. Die Wandgemälde, ein Johannesbild bei der Kanzel und zwei Engel über dem Chorbogen, stammen aus dem Jahr 1689 und könnten vom Disentiser Pater Fridolin Eggert (1655–1709) stammen, der auch das Aussenbild am Beinhaus malte.
Vom erhöhten Chor führt eine Treppe zur tiefer gelegenen kryptaartigen Sakristei.
Der spätgotische Flügelaltar mit  Johannes dem Täufer als zentrale Figur ist mit 1504 datiert. Über den Schöpfer gibt es verschiedene Angaben; erwähnt werden die Bildhauerwerkstatt von Niklaus Weckmann und Jörg Syring der Jüngere (* 1455). Die beiden Barockaltäre stammen aus den Jahren 1686 und 1689. Es ist zu vermuten, dass die Muttergottes im Marienaltar ursprünglich im Hauptaltar stand; Schnitt, Fall der Kleider und Gesichtszüge weisen darauf hin. Das Chorgestühl stammt aus der Zeit um 1670.
Die lebensgrosse Johannesschale von 1515 wird alljährlich am 29. August, dem Fest der decollatio S. Johannis auf dem Hauptaltar ausgestellt.

## Glocken
Im Glockengeschoss des Kirchturms hängt ein dreiteiliges Geläut. Zwei Glocken stammen aus dem 15. Jahrhundert.
| Nr. | Name               | Schlagton | Gewicht | Durchmesser | Giesser               | Jahr |
| --- | ------------------ | --------- | ------- | ----------- | --------------------- | ---- |
| 1   | Johannesglocke     | ges'      | 1000 kg | 1240 mm     | unbekannt             | 1494 |
| 2   | St. Theodorsglocke | g'        | 900 kg  | 1145 mm     | unbekannt             | 1454 |
| 3   | Marienglocke       | b'        | 430 kg  | 900 mm      | Leonard Ernst, Lindau | 1634 |

Im Dachreiter über dem Chor befindet sich eine weitere Glocke (c'''). Die Glocke wurde von Rüetschi (Aarau) im Jahr 2012 gegossen.         

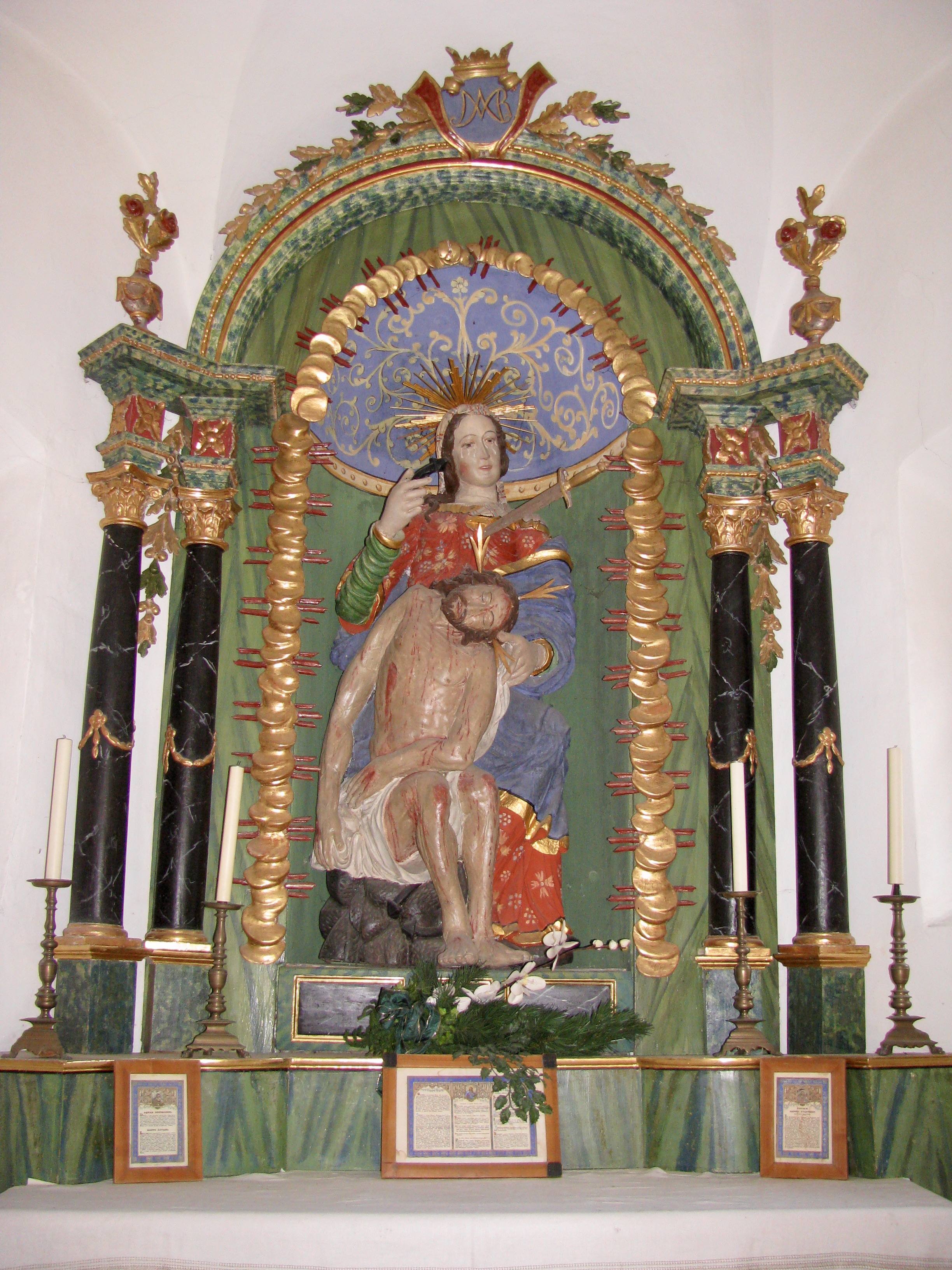
Gnadenbild in der Kapelle

## Kapelle der Schmerzhaften Muttergottes (Caplutta Nossadunna dallas dolurs)
In der Verlängerung des Chores erhebt sich die Muttergotteskapelle am östlichen Abbruch des Plateaus der Tuma Turera. Der erste Bau entstand zwischen 1682 und 1705 und bestand vermutlich nur aus dem heutigen Chor, welches das Wallfahrtsbild der Schmerzhaften Muttergottes birgt. Das Schiff der Kapelle wurde in den Jahren 1782/83 erbaut und am 3. August 1783 von Pfarrer Johann Anton Bossi eingesegnet.
Auf dem Altarretabel steht das Wallfahrtsbild, eine barocke Pietà, welche aus der Zeit um 1700 stammt. An den Seitenwände des Chores hänge zahlreiche Votivbilder, welche die Erscheinung der Schmerzhaften Muttergottes zeigen. Im Kapellenschiff sind zwei Tafeln angebracht: "Verzeichnis der geistlichen Personen von Ems" und "Verzeichnis der Seelsorger von Ems. 

## Beinhaus (Carner)

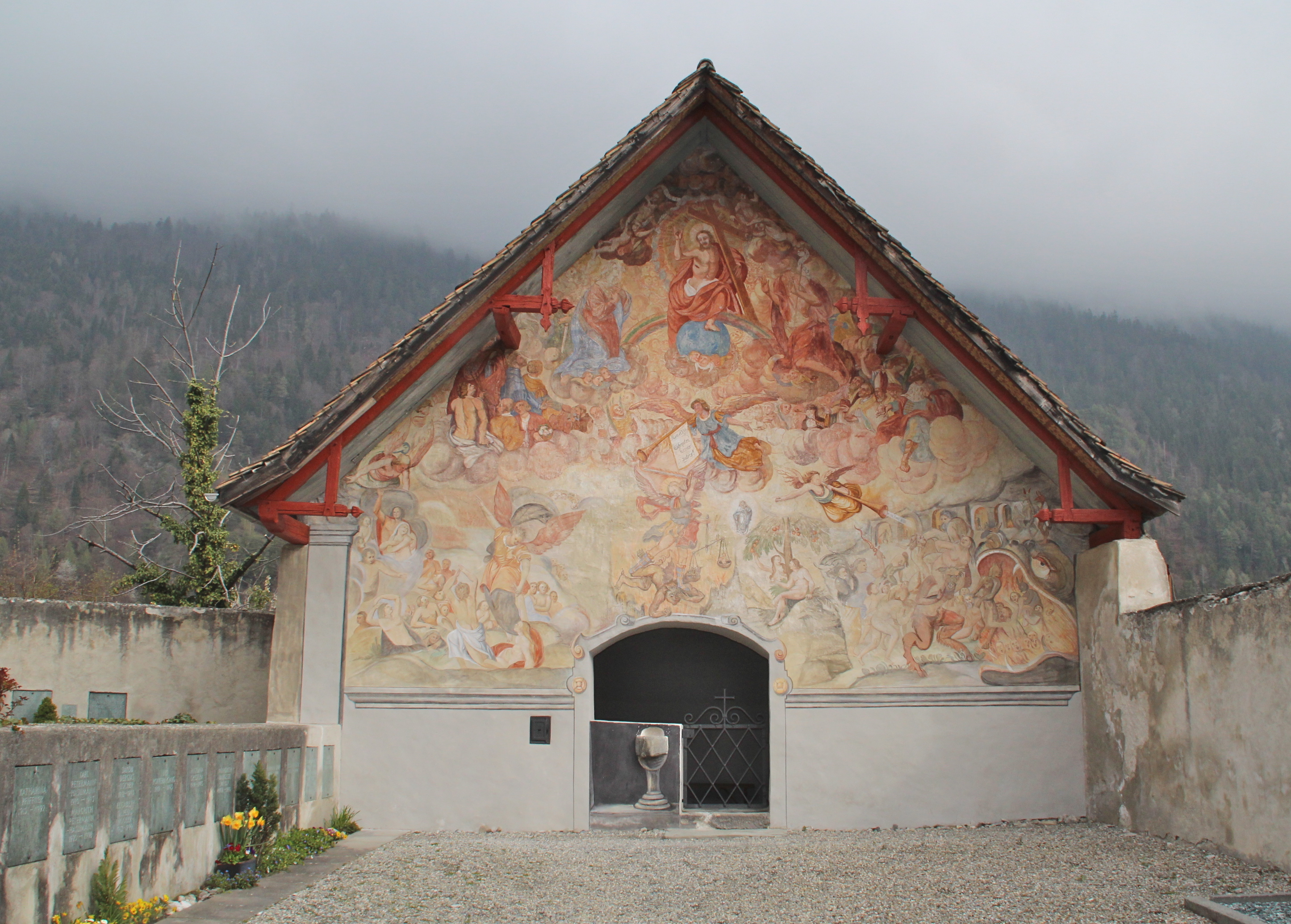
Beinhaus, von Süden

Das Beinhaus im Nordosten der Kirche wurde 1693 erbaut. Die 1913 und 1974 restaurierte Darstellung des Jüngsten Gerichts stammt von Fridolin Egger. Es zeigt Christus als Weltenrichter, Maria und Johannes zu seiner Seite, sowie einen Kreis von Heiligen und Märtyrern.
Im linken Raumsegment des Beinhaus, der Heiliggrab-Kapelle, befindet sich eine frühgotische Grabgruppe mit dem toten Heiland und zwei klagenden Frauen aus Lindenholz. Es ist eine der ältesten Darstellung des Heiligen Grabes und stammt aus dem Ende des 13. Jahrhunderts. Gegenüber im Beinhaus sind rund vier Dutzend Schädel auf einem Sims aufgestellt, unter einer Figur des Erzengels Michael, der als Seelenwäger dargestellt wird. Davor befindet sich ein gotischer Taufstein.